# Шанноніт
Шанноніт, шенноніт (англ. shannonite) — мінерал класу карбонатів.
Названий на честь Девіда М. Шеннона (David M. Shannon) — продавця мінералів, який вперше знайшов цей мінерал.

## Загальний опис
Хімічна формула: Pb2O(CO3). Містить (%): Pb — 84,50, C — 2,45, O — 13,05.
Сингонія ромбічна. Твердість 3-3,5. Густина 9,31. Колір білий. Непрозорий. Риса біла. Блиск восковий. Рідкісний другорядний мінерал.
Асоціює з церуситом, глетом, масикотом, гідроцеруситом, флюоритом, гематитом, мусковітом, кварцом.